# Томазо Мочениго
Томазо Мочениго (итал. Tommaso Mocenigo; Венеција, 1343 — Венеција, 1423) био је 64. млетачки дужд у периоду између 1413. и 1423. године.

## Порекло, детињство и младост
Томазо је син Пјетра Моченига из аристократске млетачке породице.
Учествовао је у рату за Кјођу (1378—1381), после чега је именован за прувидора млетачке војске. После млетачке војне експедиције на Никопоље у другој половини 1396. именован је за капетан генерала морнарице, па затим од 1403. године постаје млетачки намесник у Кандији. Године 1405. водио је преговоре са падовским господаром Франческом Новелом, пре него што су изгубили Падову. После тога био је млетачки амбасадор у Кремони. Године 1410. преговарао је са угарским краљем Жигмундом Луксембуршким, и успео је да га убеди да одустане од акције у Фурланији.

## Владавина
Године 1414. изабран је за млетачког дужда. Водио је стрпљиву политику и споразумео се са миланским Висконтијима око спорних територија.

### Рат против Угарске
Заинтересован за проширење својих територија, ушао је 1417. године у рат са Угарима и то на огромном фронту: од Фуралније до Котора. Склопио је мир, па чак и савез са Турцима против Угара. Млечани су извојевали победу у бици код Фријаула и 1420. под своју власт узели Котор. Поред победе код Фријаула, Млечани су однели многе друге победе и освојили острва Брач, Хвар, Корчулу и Вис, као и градове Трогир и Сплит. За време тог рата Млечани су у Италији повратили Удине, Фелтре и Белуно. Тада је дошло до млетачко-миланских сукоба око реке Минчо, веома важне реке за трговину. Млечани су из тог рата изашли још јачи и као победници.

### Други скадарски рат

#### Прва фаза
За време тог рата Балша III Балшић покушао је да поврати Скадар, али млечани су своје поседе снабдевали флотом и одолевали Балши. Изгубили су Дриваст, али добили Будву. После тога Балша је отишао у Србију, да од Деспота Стефана Лазаревића тражи помоћ, али је на даспотовом двору у Београду умро 29. априла 1421. године. Његос наследник у Зети је био сам деспот, који је покушао да се помири са Томазом, али није успео, па је рат настављен. На почетку рата је Томазо до краја јуна успели да загосподаре Дривастом, Баром и Улцињом, али у Албанији су се против Млечана подигла племена Хити и Матаруге. У то време је умро велики деспотов пријатељ, султан Мехмед I Челебија и на власт је дошао боребени Мурат II, и Млечани су похитали да добију признање свих својих поседа у Зети и Албанији, али Мурат то није учинио. После деспотовог заузимања Дриваста и Бара, али неуспешног српског напада на Луштицу и Грбаљ, дошло је до мира.

#### Друга фаза
Рат је настављен 1422. године кад је деспот видео да Млечани не попуштају. После победе у бици код Светог Срђа деспот је опсео Скадар, али није успео да освоји град јер је градску посаду снабдевала флота.
Уз деспота су се борили Арбанаси Ивана Кастариотеа. Млечани су обећањима и митом успели, да придобију за се неке убоге Зећане и Арбанасе, похлепне на новац, и помоћу њих су могли да организује доста активан отпор. Под њихову власт прешли су 1423. год. Паштровићи, Тузи и Памалиоти. Паштровићи су се обавезали чак „да за Републику ратују од Котора до Бара на свој трошак, а у скадарском округу осам дана о свом трошку, а после тога да им се плаћа. Осим тога је уговорено, да их Република мора примити и издржавати ако их Турци или Деспот потисну и да их при склапању уговора за мир са Деспотом никако не даду Деспоту." У лето 1423. сишао је у Зету, место деспота, Ђурађ Бранковић са 8.000 коњаника. Он је из Дриваста напао и опсео Скадар трудећи се, да граду пресече све везе. Стога је подизао и утврђења око Бојане. У исто време спремао се у помоћ и војвода Сандаљ. Уплашивши се од те сједињене акције Млечани су доскора пристали да склопе мир. По том миру, закљученом 12. августа 1423, Млечанима је остао Скадар, а деспоту Дриваст, Бар и Будва. За остале уступљене градове у Зети Република се обавезала плаћати деспоту по 1.000 дуката годишње. Сандаљу су, за признање Которског поседа, одредили ренту од 600 дуката. Бојана је постала чисто млетачка река.